# Synagoge Beth ha-midrasch

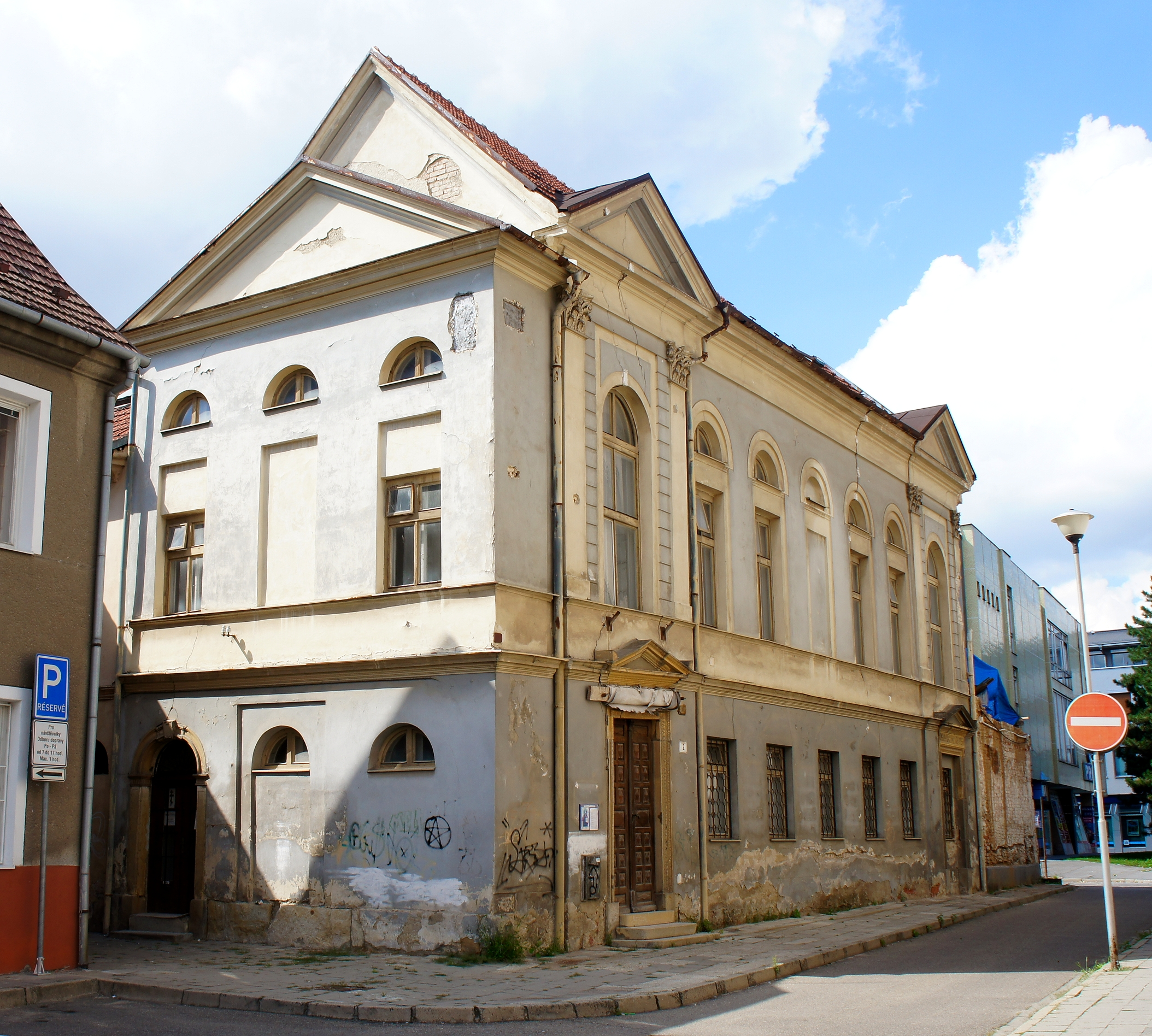
Synagoge Beth ha-midrasch in Proßnitz

Die Synagoge Beth ha-midrasch ist eine ehemalige Synagoge in Prostějov.

## Geschichte
Die Synagoge wurde im Jahre 1836 erbaut. Sie wurde bis 1939 als Zentrum der jüdischen Gemeinde (neben der anderen Synagoge) in Proßnitz benutzt. Zwischen den Jahren 1951–1963 und 2004–2018 wurde das Gebäude von der orthodoxen Kirche benutzt. Seit 2018 ist es im Privatbesitz.
Seit 1998 ist die Synagoge als Kulturdenkmal geschützt.